# David Maxim Micic
David Maxim Micic, född 5 maj 1990 i Belgrad, är en serbisk multiinstrumentalist med speciell inriktning på gitarr och piano.
David Maxim Micic studerade komposition på Berklee College of Music. Han har släppt sju album och EP varav den senaste, Bilo IV släpptes i november 2022.  David Maxim Micic spelar på Wood Guerilla-gitarrer hos vilka han har ett antal signaturmodeller. 
Under 2017 var han på turné i Nordamerika. Han har gjort ett par musikvideo/playthrough på låtarna Someone Else´s Hat och 687 Days.
13 maj 2022 meddelade David Maxim Micic via sin Youtube-kanal att ett nytt album, Bilo IV, kommer att ges ut. Datumet var först satt till den 21 August 2022, samma datum som hans numera bortgångne mammas födelsedag, men fick flyttas till 12 September 2022. Anledningen till att albumet blev framflyttat var för att David kände att han hade mer att utveckla på skivan och att han inte klarade av att marknadsföra albumet tillräckligt väl.
David Maxim Micic mamma har haft, enligt honom själv, stort inflytande på hans intresse för filosofi och musikaliska skapande. Det var hon som kom på namnet "Bilo", som betyder "puls" som David har använt som namn på flera av sina skivor. När hans mamma begravdes 13 maj 2021, var det exakt 10 år efter att Bilo 1 utgavs.

## Diskografi
- 2011 - Bilo
- 2012 - Bilo 2.0
- 2013 - Bilo 3.0
- 2015 - EGO
- 2015 - ECO
- 2016 -  Vol.1
- 2017 - Who Bit the Moon
- 2022 - Bilo IV